# Црква Свете Тројице у Сумраковцу
Црква Свете Тројице у Сумраковцу, насељеном месту на територији општине Бољевац припада Епархији тимочкој Српске православне цркве.